# I Touch Myself
«I Touch Myself» — песня, написанная и записанная австралийской рок-группой Divinyls. Была выпущена в ноябре 1990 года в качестве ведущего сингла с их пятого альбома, diVINYLS. Является пеаном женского удовольствия, эротики, оргазма и мастурбации.
Сингл добился большого успеха, достигнув 18 мая 1991 года 4 места в американском Billboard Hot 100; в то время как в родной Австралии сингл достиг первого места. Песня была написана участниками Divinyls Кристиной Ампфлетт и Марком МакЭнти и профессиональными авторами песен Томом Келли и Билли Стейнбергом. С тех пор песня была перепета многочисленными исполнителями.

## Композиция и запись
Кристина Ампфлетт и Марк МакЭнти написали песню вместе соавторами Томом Келли и Билли Стейнбергом (которые также написали такие песни как «I’ll Stand by You», «Like a Virgin», «Eternal Flame», «True Colors» и «So Emotional»). Билли Стейнберг написал текст «I Touch Myself» в своём блокноте, сочинив первый куплет и припев. Ампфлетт песня понравилась сразу. На следующий день, МакЭнти, Стейнберг, Келли и Ампфлетт собрались вместе и досочинили остальное, провернув таким образом необычный ход, поскольку Стейнберг и Келли редко при написании песен сотрудничали с другими. Сведение песни сопровождалось большим количеством проб и ошибок. Запись была сделана на двухдюймовую ленту, что затрудняло её редактирование. После значительных экспериментов они придумали необычную структуру с бриджем, помещённым после первого хора. Это было написано в тональности Фа мажор.

## Использование в других медиа
В 1997 году песня прозвучала в комедийном фильме Остин Пауэрс: Человек-загадка международного масштаба, в сцене, где Остин танцует, заставляя тем самым головы фемботов взорваться.
Также песня прозвучала в чилийской мыльной опере Graduados и в телесериале Сверхъестественное. Ещё песня прозвучала ла в фильме 1992 года Прелюдия к поцелую. Использовалась в качестве саундтрека в первой серии второго сезона сериала «Половое воспитание» от Netflix.
В 2014 году некоторые ведущие женщины Австралии собрались вместе чтобы исполнить гимн Ампфлетт, «I Touch Myself». С целью собрать средства на лечение и повысить осведомлённость людей о раке груди, каждый дал этой песне свой индивидуальный стиль и интерпретацию.

## Промоушен и позиция в чартах
В Австралии «I Touch Myself» был выпущен 19 ноября 1990 года на семидюймовой пластинке и на кассетте, а на CD-сингле был выпущен 3 декабря того же года. Днём ранее 2 декабря сингл занял 77 позицию в чарте. На десятой неделе в чарте, песня сумела достичь первого места, вытеснив дебютный сингл Ваниллы Айс «Ice Ice Baby» и оставалась там в течение следующей недели. В Австралии сингл получил статус платинового.
«I Touch Myself» дебютировал в UK Singles Chart, заняв там 69 место и в течение восьми недель сумел переместиться на 10 место, где продержался двенадцать недель. Когда песня была выпущена в США, она там вызвала незначительные споры. Тем не менее ей удалось попасть в пятёрку чартов Billboard Hot 100, достигнув там 4 позиции и 2 позиции в the Billboard Modern Rock Tracks chart, после широкого освещения на современных рок-радиостанциях, которым больше подошла тема песни. Divinyls считаются в США группой одного хита — только «I Touch Myself» попала в Штатах в Top 40.

## Список композиций
- Divinyls version

1. «I Touch Myself»
2. «Follow Through»

## Чарты
| Чарты (1990—1991)                     | Высшая позиция |
| ------------------------------------- | -------------- |
| Australia (ARIA)                      | 1              |
| Canada (RPM)                          | 13             |
| Ireland (IRMA)                        | 8              |
| New Zealand (RIANZ)                   | 17             |
| United Kingdom (CIN)                  | 10             |
| U.S. Billboard Hot 100                | 4              |
| U.S. Billboard Mainstream Rock Tracks | 35             |
| U.S. Billboard Modern Rock Tracks     | 2              |

| Итоговые чарты (1991)  | Позиция |
| ---------------------- | ------- |
| Australia (ARIA)       | 15      |
| Canada (RPM)           | 97      |
| U.S. Billboard Hot 100 | 52      |